# VMware Horizon View
VMware View – komercyjne oprogramowanie służące do wirtualizacji, wydane przez firmę VMware. Pierwsze dwa wydania (2.0.0 i 2.1.0) zostały sprzedane pod nazwą VMware VDM, ale wraz z wydaniem 3.0.0 w 2008 roku firma zmieniła nazwę produktu na "VMware View"; oprogramowanie zostało nazwane "Horizon View" przy wydaniu Horizon 6 w kwietniu 2014.
VMware View udostępnia funkcje zdalnego pulpitu dla użytkowników wykorzystujących technologię wirtualizacji VMware.
System operacyjny klienta – zazwyczaj Microsoft Windows 7, Vista lub XP – działa w wirtualnym środowisku na serwerze.
Produkt VMware View posiada szereg elementów, które są niezbędne w celu zapewnienia wirtualizacji pulpitów, w tym:
- VMware vSphere for Desktops (posiada ESXi, Hipernadzorcę VMware'a)
- VMware vCenter Server (zarządzanie środowiskiem do wirtualizacji)
- View Composer (zaawansowane zarządzanie widokiem, wraz z automatyzacją i klonowaniem)
- View Manager (administracja środowiska widoku)
- View Client (komunikacja między widokiem a systemem operacyjnym pulpitu)
- VMware ThinApp (wirtualizacja aplikacji)
- View Persona Management (zarządzanie profilami użytkowników)
- vShield Endpoint (antywirus)